# Moncton-Sud
Circonscription électorale Provinciale du Canada
Moncton-Sud ((en) Moncton South) est une circonscription électorale provinciale du Nouveau-Brunswick, au Canada. Elle est représentée à l'Assemblée législative depuis 1974. De 1974 à 1995 et de 2006 à 2014, la circonscription se nommait Moncton-Ouest ((en) Moncton West).

## Géographie
La circonscription comprend :
- une partie de la ville de Moncton.

## Liste des députés
| Législature                                    | Années       | Député       | Député                | Parti                     |
| ---------------------------------------------- | ------------ | ------------ | --------------------- | ------------------------- |
| Moncton-Ouest Circonscription issue de Moncton |              |              |                       |                           |
| 48e                                            | 1974-1978    |              | Paul Creaghan         | Progressiste-conservateur |
| 49e                                            | 1978-1982    | Mabel DeWare |                       | Progressiste-conservateur |
| 50e                                            | 1982-1987    | Mabel DeWare |                       | Progressiste-conservateur |
| 51e                                            | 1987-1991    |              | James Edward Lockyer  | Libéral                   |
| 52e                                            | 1991-1995    |              | James Edward Lockyer  | Libéral                   |
| Moncton-Sud                                    |              |              |                       |                           |
| 53e                                            | 1995-1999    |              | James Edward Lockyer  | Libéral                   |
| 54e                                            | 1999-2003    |              | Joan MacAlpine-Stiles | Progressiste-conservateur |
| 55e                                            | 2003-2006    |              | Joan MacAlpine-Stiles | Progressiste-conservateur |
| Moncton-Ouest                                  |              |              |                       |                           |
| 56e                                            | 2006-2007    |              | Joan MacAlpine-Stiles | Progressiste-conservateur |
| 56e                                            | 2007-2010    |              | Joan MacAlpine-Stiles | Libéral                   |
| 57e                                            | 2010-2014    |              | Susan Stultz          | Progressiste-conservateur |
| Moncton-Sud                                    |              |              |                       |                           |
| 58e                                            | 2014-2018    |              | Cathy Rogers          | Libéral                   |
| 59e                                            | 2018-2020    |              | Cathy Rogers          | Libéral                   |
| 60e                                            | 2020-2024    |              | Greg Turner           | Progressiste-conservateur |
| 61e                                            | 2024-Présent |              | Claire Johnson        | Libéral                   |